# Wilhelm Thews
 Wilhelm Richard Otto Thews (* 10. Juni 1910 in Kiel; † 8. Februar 1943 in Plötzensee) war ein deutscher kommunistischer Widerstandskämpfer gegen das Naziregime.

## Leben
Wilhelm Thews besuchte Gymnasien in Kiel und Berlin. Anschließend  trat er eine Lehre zum Zimmermann an. Nach einem Studium an der Berliner Baugewerbeschule wurde er als Tiefbautechniker angestellt. Zunächst noch national orientiert, trat er dem „Jungnationalen Bund“ bei. Im Jahre 1931 wurde er Mitglied des „Stahlhelms“, 1932 wurde er SA-Mitglied. In dieser Zeit pflegte er intensive Kontakte mit Kommunisten, die ihn für eine Tätigkeit im Antimilitärischen Apparat (AM-Apparat) gewannen. Nach der Machtübertragung 1933 an die NSDAP wurde er Mitglied der illegalen Kommunistischen Partei Deutschlands (KPD). Im Jahre 1934 ging er nach Moskau und wurde an der Marxismus-Schule der Komintern Kursant unter dem Decknamen „Friedrich Wehnert“. Im Jahre 1935 kehrte er über Skandinavien nach Deutschland zurück und wurde als Bauleiter beim Bau der Reichsautobahn eingestellt. In dieser Zeit arbeitete er zugleich intensiv für die Abwehrarbeit der KPD. Im August 1936 setzte er sich über die CSSR nach Spanien ab, wo er der XI. Internationalen Brigade zum Kampf gegen das Franco-Regime angehörte. Auch als Ausbilder für das Tschapajew-Bataillon an einer Offizierschule betätigte er sich. Im Jahre 1939 wurde er festgenommen und in Frankreich interniert. Nach der Niederwerfung Frankreichs durch die Wehrmacht kam er in eine Arbeitskompanie, wo er Kontakte zum französischen Nachrichtendienst knüpfte. Nach dem Abschluss des Waffenstillstands war er in verschiedenen Lagern interniert. Nun wollte er nach Spanien fliehen, wurde aber am 12. Juli 1941 beim Grenzübertritt festgenommen und kam in ein französisches Lager. Am 25. Oktober 1941 wurde er an die Nazibehörden ausgeliefert. Am 2. November 1942 wurde er vom Volksgerichtshof angeklagt und zum Tode verurteilt. Am 3. Februar 1943 wurde er in Plötzensee mit dem Fallbeil hingerichtet.